# (12758) Kabudari
(12758) Kabudari es un asteroide que forma parte del cinturón de asteroides y fue descubierto por Orlando Antonio Naranjo desde el Observatorio Astronómico Nacional de Llano del Hato, Mérida, Venezuela, el 22 de septiembre de 1993.

## Designación y nombre
Kabudari recibió inicialmente la designación de 1993 SM3.
Posteriormente, en 2008, se nombró Kabudari, palabra araucana para la localidad venezolana de Palavecino.

## Características orbitales
Kabudari orbita a una distancia media del Sol de 3,136 ua, pudiendo acercarse hasta 2,561 ua y alejarse hasta 3,711 ua. Su excentricidad es 0,1832 y la inclinación orbital 1,821 grados. Emplea en completar una órbita alrededor del Sol 2028 días. El movimiento de Kabudari sobre el fondo estelar es de 0,1775 grados por día.

## Características físicas
La magnitud absoluta de Kabudari es 13,9.